# بخش حاجیلار
بخش حاجیلار  یکی از بخش‌های شهرستان چایپاره در شمال استان آذربایجان غربی می‌باشد.
براساس سرشماری مرکز آمار ایران در سال ۱۳۹۵، جمعیت این بخش برابر با ۸٬۳۶۰ نفر (۲٬۳۵۰ خانوار) بوده است. 
این بخش شامل دو دهستان است که عبارتند از:
- حاجیلار شمالی
- حاجیلار جنوبی